# Signoria di Stargard
La signoria di Stargard fu un piccolo stato posto al confine tra Brandeburgo, Pomerania e Meclemburgo e che venne affidato dapprima alla gestione del Meclemburgo-Schwerin e poi del Meclemburgo-Strelitz al quale rimase annesso sino alla caduta delle monarchie tedesche nel 1918.

## Storia
Il primo nucleo della signoria di Stargard si formò a partire dal XII secolo attorno al locale castello, conquistato nel 1130 dai duchi di Pomerania e rimasto di loro proprietà sino al 1236. Il 20 giugno 1236 con il trattato di Kremmen le città di Stargard, Wustrow e Beseritz vennero cedute da Wartislavo III di Pomerania al governo congiunto di Giovanni I e Ottone III di Brandeburgo, della casata degli Ascanidi, che vi fondarono ufficialmente la "signoria di Stargard".
Sul finire del XIII secolo, la signoria passò dagli Ascanidi ai Meclemburgo-Schwerin grazie al matrimonio tra Beatrice, figlia del margravio Alberto III di Brandeburgo, e il principe Enrico II di Meclemburgo, celebrato il 12 agosto 1292. Le tesi degli storici su questo passaggio sono diverse, in mancanza di documenti precisi e inequivocabili:
- Il passaggio sarebbe avvenuto nel 1292 a seguito del matrimonio e come dote per la figlia di Alberto III
- Il passaggio sarebbe avvenuto nel 1292 o poco più tardi per cessione diretta di Alberto III alla figlia, che sposando Enrico II l'avrebbe portata in dote
- Il passaggio sarebbe avvenuto tra il 1292 ed il 1300 per effetto di un contratto tra Enrico II e il suocero Alberto III
- Il passaggio sarebbe avvenuto nel 1292 o poco più tardi per ipoteca
- Il passaggio sarebbe avvenuto nel 1304 come infeudazione al margravio Ermanno III del Brandeburgo

Con il trattato di Wittmannsdorfer del 15 gennaio 1304, Ermanno III formalizzò ufficialmente il proprio ruolo di signore di Stargard. Malgrado questo atto, però, alla morte della margravia Beatrice senza eredi nel 1314, gli eredi di Alberto III cercarono di richiedere la restituzione della signoria, dimostrando la debolezza del trattato. Il conflitto si portò a degli scontri armati e quando il Meclemburgo vinse la battaglia di Gransee nel 1316, con il trattato di Templin del 1317 venne stabilita la proprietà della signoria da parte della dinastia del Meclemburgo.
Come re di Germania, il 16 ottobre 1347 il futuro imperatore Carlo IV di Lussemburgo concesse al territorio ai principi di Meclemburgo e ne fece un feudo imperiale. Dal 1352 al 1471 vi regnò una dinastia indipendente dei principi di Meclemburgo, i Meclemburgo-Stargard appunto, per poi far tornare il territorio sotto la sovranità del Meclemburgo-Schwerin.
Nel 1701, quando il ducato di Meclemburgo-Strelitz venne ricavato da quello di Meclemburgo-Schwerin, il duca Adolfo Federico II di Meclemburgo-Strelitz riuscì ad ottenere l'inclusione della signoria all'interno dei propri domini, alla quale rimase connessa sino al crollo delle monarchie tedesche nel 1918.

## Signori di Stargard

### Dinastia di Brandeburgo
- 1236-1266 Giovanni I con
  - 1220-1267: Ottone III con
  - 1266-1292/1304: Ottone IV

### Dinastia di Meclemburgo-Schwerin
- Enrico II 1329-1352
- Alberto II 1352-1379
- Alberto III 1379-1412
- Magnus I 1379-1385
- Enrico III 1379-1383
- Alberto IV 1383-1388
- Giovanni IV 1385-1390
- Giovanni V 1390-1417
- Alberto V 1417-1423
- Giovanni V 1423-1442
- Enrico IV 1423-1477
- Alberto VI 1464-1483 (coreggente con Giovanni VI)
- Giovanni VI 1464-1474
- Magnus II 1477-1503
- Enrico V 1503-1552
- Magnus III (morto nel 1550)
- Alberto VII 1503-1547
- Giovanni Alberto I 1547-1576
- Giovanni VII 1576-1592
- Sigismondo Augusto 1576-1603 (dapprima in coreggenza con Giovanni VII e poi da solo dal 1592)
- Adolfo Federico I 1592-1628 (in coreggenza con Giovanni Alberto II poi da solo dal 1610)
- Giovanni Alberto II 1592-1610
- Alberto di Wallenstein 1628-1631
- Adolfo Federico I (restaurato) 1631-1658
- Cristiano Ludovico I 1658-1692
- Federico Guglielmo 1692-1701

Passaggio alla dinastia di Meclemburgo-Strelitz

### Dinastia di Meclemburgo-Strelitz
- 1701-1708: Adolfo Federico II
- 1708-1752: Adolfo Federico III
- 1752-1794: Adolfo Federico IV
- 1794-1816: Carlo II
- 1816-1860: Giorgio
- 1860-1904: Federico Guglielmo
- 1904-1914: Adolfo Federico V
- 1914-1918: Adolfo Federico VI
- 1918: Federico Francesco IV e Granduca di Meclemburgo-Schwerin